# Park Narodowy Zion
Park Narodowy Zion (ang. Zion National Park) – park narodowy położony w USA w południowo-zachodniej części stanu Utah (w hrabstwach Washington, Iron i Kane). Na terenie parku występują liczne urwiska skalne, wodospady i rzeki. Największą atrakcją parku jest Zion Canyon. Nazwa kanionu pochodzi od mormońskich osadników, którzy nazwali go Zion, czyli Syjon.
Park położony jest 336 km na północny wschód od Las Vegas. Przez park wiedzie droga Zion Canyon Scenic Drive, z której można podziwiać piękno kanionu. Park zajmuje obszar w zachodniej części wyżyny Kolorado i zbudowany jest ze skał piaskowcowych, które tworzą płaskie stoliwa, kręte kaniony i malownicze formy skalne przypominające zamki, iglice i wieże. Teren parku rozcięty jest głęboką doliną rzeki Virgin (ściślej, jej ramiona źródłowego – North Fork Virgin).

## Historia
Około tysiąca lat temu tereny rezerwatu zamieszkiwali Indianie z grupy plemiennej Anasazi, potem - w czasach historycznych - zastąpili ich Pajutowie. Pod koniec XIX wieku w stanie Utah osiedlili się mormoni i to oni nadali miejscu nazwę Zion (czyli Syjon) z uwagi na niemal rajskie widoki. Obszar ten został objęty ochroną w 1909 roku, początkowo jako pomnik narodowy pod nazwą Mukuntuweap National Monument. W 1919 roku powiększono obszar objęty ochroną, podniesiono go do rangi parku narodowego i nazwano obecną nazwą. Znajdujący się na północny zachód kanion Kolob w 1937 roku został również objęty ochroną jako pomnik narodowy pod nazwą Zion National Monument i ostatecznie włączony do parku narodowego w 1956 roku.

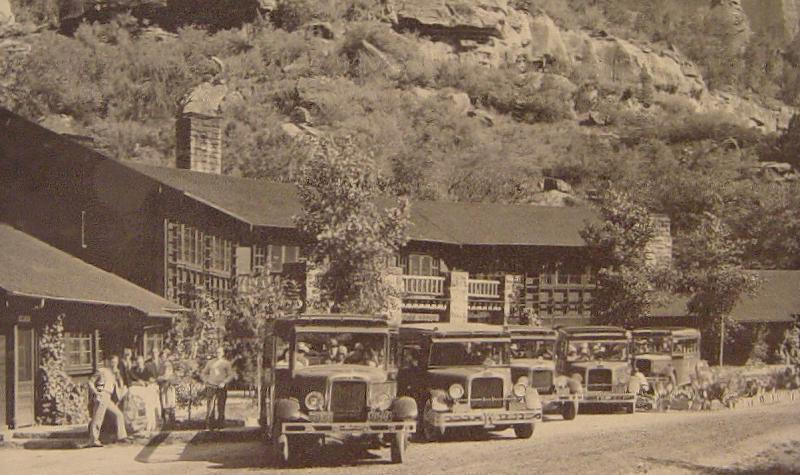
Autobusy turystyczne przed schroniskiem Zion Lodge w 1929 roku

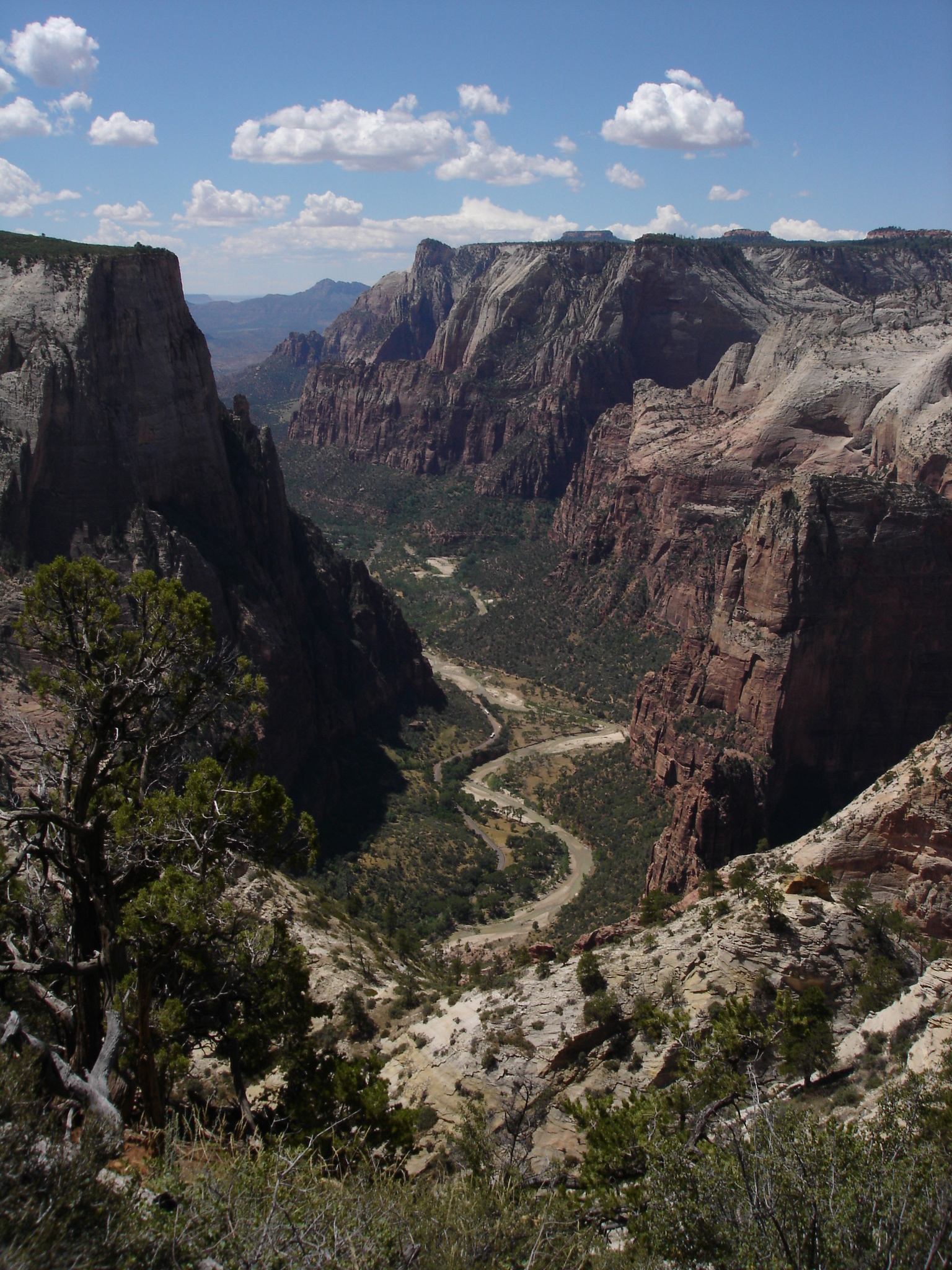
Widok na Zion Canyon

Gwałtowny rozwój turystyki w parku przypada na drugą i trzecią dekadę XX wieku. W 1917 roku ukończono budowę utwardzanej drogi w głąb kanionu, a w połowie lat 20. rozpoczęto budowę schroniska Zion Lodge. Do rozwoju turystyki w regionie przyczynił się również wybudowany na terenie parku pod koniec lat 20. tunel Zion-Mount Carmel, który zapewnił wygodne połączenie komunikacyjne pomiędzy Parkiem Narodowym Zion a Parkiem Narodowym Bryce Canyon oraz północną częścią Parku Narodowego Wielkiego Kanionu.
12 kwietnia 1995 roku około 2 w nocy na terenie parku miało miejsce osuwisko. Osunęło się około 75 tysięcy m³ skał i ziemi, co spowodowało tymczasowe zablokowanie przepływu Virgin River. W rezultacie uszkodzeniu uległa jedyna droga prowadząca w głąb kanionu, a nad usuwiskiem zaczęło tworzyć się naturalne jezioro. Około 430 osób zostało na kilkadziesiąt godzin uwięzionych w schronisku Zion Lodge, zanim nie wybudowano tymczasowej drogi na zewnątrz.
Park Narodowy Zion znalazł się na trasie sztafety olimpijskiej niosącej znicz olimpijski przed Zimowymi Igrzyskami Olimpijskimi w 2002 roku w Salt Lake City. 
W 2012 roku park odwiedziło 2,97 miliona turystów.

## Geologia
Park jest wyniesiony od 1117 metrów n.p.m. (południowy wjazd) do 2660 m (Horse Ranch Mountain, w pobliżu północnego wjazdu), leżąc na południowo-zachodnim skraju Wyżyny Kolorado. Skały, z których zbudowane są wąwozy Zion to przede wszystkim czerwonawy piaskowiec z gatunku (formacji) Navajo, czyli piaski nanoszone tu warstwa za warstwą w okresie jurajskim. Warstwicową budowę widać w zasadzie wszędzie, a szczególnie na ścianie Checkerboard Mesa przy wjeździe do parku od wschodu. Głęboki na 800 metrów wąwóz Zion został wyrzeźbiony w skale przez wody rzeki Virgin w ciągu minionych 13 milionów lat.

## Flora

### Flora
Na terenie parku występuje ponad 900 gatunków roślin. Ze względu na ponad 1500 metrów różnicy w wyniesieniu nad poziom morza spotyka się różnorodną roślinność, od typowej dla Wyżyny Kolorado po charakterystyczną dla Pustyni Mojave. 

#### Drzewa
Spośród gatunków nagonasiennych lasy na dnie kanionu i w północnej części a także wspinają się po ścianach wąwozów sosna żółta (Pinus ponderosa), sosna giętka (Pinus flexilis), sosna długowieczna (Pinus longaeva), Pinus edulis, świerk Engelmanna (Picea engelmannii), jodła kalifornijska (Abies concolor), daglezja zielona (Pseudotsuga menziesii) oraz jałowce: Utah'ski (Juniperus osteosperma), skalny (Juniperus scopulorum) oraz cyprys arizoński (Cupressus arizonica). 
Z drzewiastych gatunków okrytonasiennych na terenie parku występują dwie topole: osikowa (Populus tremuloides) oraz Populus fremontii, dwa klony: jesionolistny (Acer negundo) oraz Acer grandidentatum, trzy dęby: Quercus gambelii, 
Quercus turbinella, Quercus undulata, dwa jesiony: aksamitny (Fraxinus velutina) oraz Fraxinus anomala, dwie robinie: akacjowa (Robinia pseudoacacia) oraz Robinia neomexicana a także bożodrzew gruczołowaty (Ailanthus altissima), Celtis reticulata, jabłoń niska (Malus pumila), tamaryszek rozgałęziony (Tamarix pentandra), Cercocarpus montanus oraz dziewięć gatunków wierzb. 

#### Krzewy
W parku występuje ponad 40 gatunków krzewów i pnączy. Interesujących jest szereg roślin przystosowanych do życia w terenie pustynnym i półpustynnym, co jest zrozumiałe gdyż średnioroczne opady wynoszą 366 mm. Do szeroko pojętych sukulentów występujących w parku należą trzy gatunki jukki: Yucca angustissima, Yucca baccata, Yucca utahensis, dwa gatunki z rodzaju Echinocereus: Echinocereus engelmannii i Echinocereus triglochidiatus oraz szereg gatunków należących do rodzaju Opuncja i Cylindropuntia: Opuntia chlorotica, Opuntia erinacea, Opuntia macrorhi i inne.
Bogactwo drzew i krzewów uzupełnia wiele gatunków bylin, znaczna liczba paproci (17 gatunków) i traw tworzących wzdłuż rzeki Virgin River i jej dopływów łąki i półstepy. Do ciekawszych roślin kwitnących należą Baileya multiradiata, Castilleja scabrida, orliki Aquilegia formosa i Aquilegia chrysantha oraz Dodecatheon pulchellum, bieluń Datura wrightii a także Oenothera longissima, której kwiaty kwitną w chłodne noce.

## Fauna
Spośród kręgowców na terenie parku skatalogowano 78 gatunków ssaków, 291 gatunków ptaków, 44 gatunki gadów lub płazów oraz 8 gatunków ryb. Do zwierząt występujących na terenie parku należą między innymi jeleń mulak, skunks, łasica pospolita, lis rudy, kojot preriowy, ryś rudy, puma płowa, skorpion, tarantula, czarna wdowa, grzechotnik, koliber, przepiórka, kukawka srokata, orzeł i sokół wędrowny.
Na terenie parku występuje również niewielki ślimak z rodziny rozdętkowatych (Physidae) - Physella zionis i jest gatunkiem endemicznym występującym tylko i wyłącznie na wilgotnych ścianach kanionów Zion i Orderville oraz ich najbliższych okolicach wzdłuż rzeki Virgin.

## Turystyka

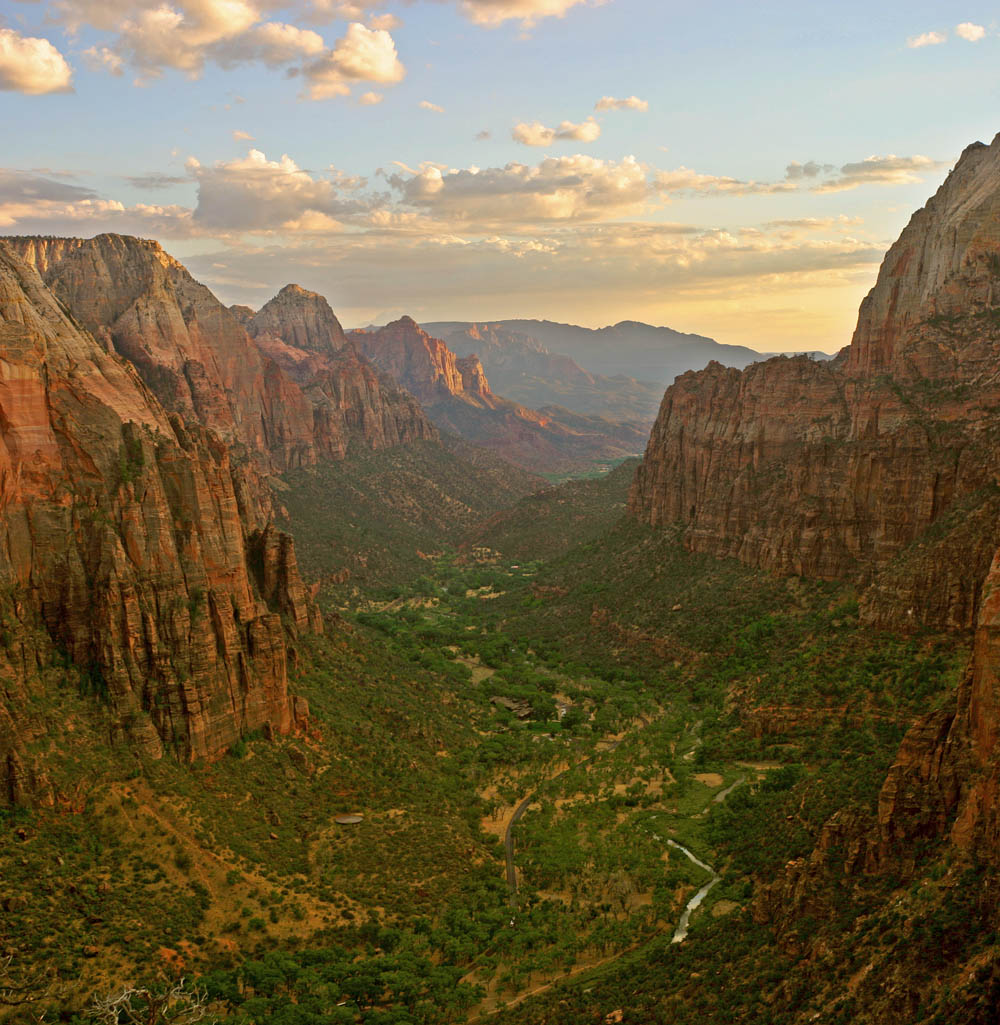
Zion Canyon widziany z Angels Landing w kierunku południowym

Park jest niezwykle malowniczy i zawiera wiele form skalnych rzeźb stworzonych przez naturę. Krajobraz ten fascynuje i onieśmiela swoim ogromem i kolorytem. Pierwsi odkrywcy, zafascynowani pięknem, nadali poszczególnym fragmentom Parku majestatyczne nazwy. Mamy więc Angels Landing (Podest Aniołów), Virgin Rivers Narrows (Wąwóz Rzeki Virgin), The Three Patriarchs (Trzech Patriarchów - Abraham, Izaak, Jakub), Great White Throne (Wielki Biały Tron), Temple of Sinawava (Świątynia Sinawavy), Subway (Kanion z przeprawami wpław ), Observation's Point (Punkt Obserwacyjny), Emerald Pools (Szmaragdowe stawy).
W okresie od marca do listopada możliwe są konne przejażdżki wzdłuż szlaku Sandbench Trail. Dozwolona jest wspinaczka i biwakowanie na dziko, z tym, że trzeba na nie uzyskać płatne zezwolenie, tzw. back-country permit. Zakwaterowanie oferuje schronisko Zion Lodge oraz cztery kempingi. Park posiada dwa w pełni wyposażone kempingi o łącznej pojemności 309 osób a ponadto jeden dla grup zorganizowanych (9-40 osób) oraz jeden  dla 6 osób.
Od 2000 roku ze względów na ochronę środowiska i zmniejszenie zatłoczenia w okresie letnim, od marca do października, główna droga w kanionie jest zamknięta dla samochodów prywatnych i obsługiwana wyłącznie przez kilkadziesiąt autobusów zasilanych na gaz. Według szacunków w 2007 roku ten system pozwolił zmniejszyć emisję dwutlenku węgla na terenie parku o 181 ton rocznie.
Północno-zachodnia część parku zwana Kolob Canyon jest mniej dostępna i rzadziej odwiedzana przez turystów. Znajduje się w niej między innymi Kolob Arch, jeden z największych naturalnych łuków skalnych na świecie.